# Liste des stades d'entraînement de printemps de la MLB

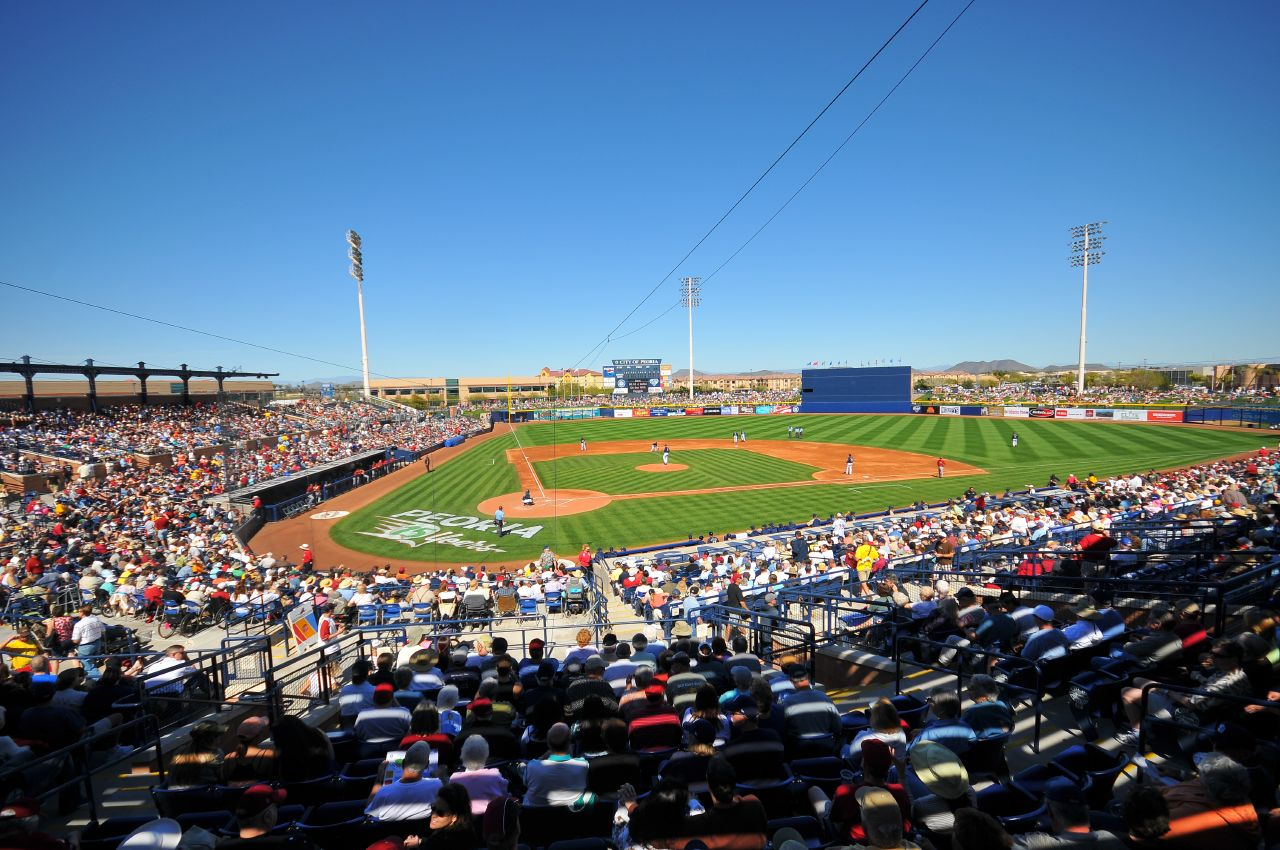
Le Peoria Sports Complex, situé à Phoenix, en Arizona, est le domicile des Padres de San Diego et des Mariners de Seattle lors des entraînements de printemps de la MLB.

La liste des stades d'entraînement de printemps de la MLB répertorie l'ensemble des stades de baseball, utilisés par les clubs professionnels des ligues majeures de baseball (MLB) en Amérique du Nord, pour leur entraînements de printemps annuels. Ces stades, situés dans les États américains de Floride pour les uns et de l'Arizona pour les autres, sont à la fois des lieux d'entraînements en préparation de l'ouverture de la saison régulière, et à la fois le lieu de matches amicaux entre les différents clubs professionnels.
On compte 24 stades utilisés par des clubs de ligue majeure de baseball. 14 d'entre eux sont situés en Floride, et font partie de la Ligue Grapefruit, tandis que les 10 autres sont situés en Arizona et font partie de la Ligue Cactus. Le stade des entraînements de printemps de plus grande capacité est depuis 2014 le Cubs Park, situé à Mesa, en Arizona ; il a un total 15 000 places assises et est utilisé par les Cubs de Chicago de la Ligue nationale. Le stade de plus grande capacité de la Ligue Grapefruit, en Floride, est le George M. Steinbrenner Field utilisé par les Yankees de New York. 
Le plus ancien stade d'entraînement de printemps encore en usage par une équipe de ligue majeure est le McKechnie Field, inauguré en 1923 ; souvent considéré comme le Fenway Park – stade historique des Red Sox de Boston – de l'État de Floride, il a une capacité de 8 500 spectateurs et est occupé depuis 1969 par les Pirates de Pittsburgh.

## Stades en usage
Les stades sont par défaut classés par capacité.
| Nom                                | Capacité | Ligue      | Localité                  | Année | Clubs                                                                     | Coordonnées                   |
| ---------------------------------- | -------- | ---------- | ------------------------- | ----- | ------------------------------------------------------------------------- | ----------------------------- |
| Cubs Park                          | 15 000   | Cactus     | Mesa, Arizona             | 2014  | Cubs de Chicago (depuis 2014)                                             | 33° 25′ 53″ N, 111° 52′ 54″ O |
| Camelback Ranch (en)               | 13 000   | Cactus     | Glendale, Arizona         | 2009  | White Sox de Chicago (depuis 2009) Dodgers de Los Angeles (depuis 2009)   | 33° 30′ 51″ N, 112° 17′ 45″ O |
| Peoria Sports Complex (en)         | 12 882   | Cactus     | Peoria, Arizona           | 1994  | Padres de San Diego (depuis 1994) Mariners de Seattle (depuis 1994)       | 33° 37′ 55″ N, 112° 14′ 00″ O |
| Scottsdale Stadium (en)            | 12 000   | Cactus     | Scottsdale, Arizona       | 1992  | Giants de San Francisco (depuis 1992)                                     | 33° 29′ 18″ N, 111° 55′ 16″ O |
| George M. Steinbrenner Field       | 11 000   | Grapefruit | Tampa, Floride            | 1996  | Yankees de New York (depuis 1996)                                         | 27° 58′ 49″ N, 82° 30′ 24″ O  |
| Salt River Fields at Talking Stick | 11 000   | Cactus     | Scottsdale, Arizona       | 2011  | Diamondbacks de l'Arizona (depuis 2011) Rockies du Colorado (depuis 2011) | 33° 32′ 46″ N, 111° 53′ 07″ O |
| JetBlue Park                       | 10 823   | Grapefruit | Fort Myers, Floride       | 2012  | Red Sox de Boston (depuis 2012)                                           | 27° 58′ 49″ N, 82° 30′ 24″ O  |
| Surprise Stadium (en)              | 10 500   | Cactus     | Surprise, Arizona         | 2003  | Royals de Kansas City (depuis 2003) Rangers du Texas (depuis 2003)        | 33° 37′ 40″ N, 112° 22′ 40″ O |
| Goodyear Ballpark                  | 10 000   | Cactus     | Goodyear, Arizona         | 2009  | Reds de Cincinnati (depuis 2010) Indians de Cleveland (depuis 2009)       | 33° 25′ 45″ N, 112° 23′ 24″ O |
| Tempe Diablo Stadium               | 9 785    | Cactus     | Tempe, Arizona            | 1968  | Angels de Los Angeles d'Anaheim (depuis 1993)                             | 33° 24′ 02″ N, 111° 58′ 11″ O |
| Champion Stadium                   | 9 500    | Grapefruit | Lake Buena Vista, Floride | 1997  | Braves d'Atlanta (depuis 1997)                                            | 28° 20′ 13″ N, 81° 33′ 22″ O  |
| Phoenix Municipal Stadium (en)     | 8 775    | Cactus     | Phoenix, Arizona          | 1964  | Athletics d'Oakland (depuis 1984)                                         | 33° 26′ 56″ N, 111° 57′ 20″ O |
| Bright House Field                 | 8 500    | Grapefruit | Clearwater, Floride       | 2004  | Phillies de Philadelphie (depuis 2004)                                    | 27° 58′ 18″ N, 82° 43′ 54″ O  |
| Joker Marchant Stadium             | 8 500    | Grapefruit | Lakeland, Floride         | 1966  | Tigers de Détroit (depuis 1966)                                           | 28° 04′ 29″ N, 81° 57′ 03″ O  |
| McKechnie Field                    | 8 500    | Grapefruit | Bradenton, Floride        | 1923  | Pirates de Pittsburgh (depuis 1969)                                       | 27° 29′ 09″ N, 82° 34′ 13″ O  |
| Space Coast Stadium                | 8 100    | Grapefruit | Viera, Floride            | 1994  | Expos de Montréal / Nationals de Washington (depuis 2003)                 | 28° 15′ 25″ N, 80° 44′ 22″ O  |
| Ed Smith Stadium                   | 7 500    | Grapefruit | Sarasota, Floride         | 1989  | Orioles de Baltimore (depuis 2010)                                        | 27° 20′ 52″ N, 82° 31′ 02″ O  |
| Hammond Stadium (en)               | 7 500    | Grapefruit | Fort Myers, Floride       | 1991  | Twins du Minnesota (depuis 1991)                                          | 26° 32′ 18″ N, 81° 50′ 31″ O  |
| First Data Field                   | 7 160    | Grapefruit | Sainte-Lucie, Floride     | 1988  | Mets de New York (depuis 1988)                                            | 27° 19′ 31″ N, 80° 24′ 16″ O  |
| Charlotte Sports Park (en)         | 7 000    | Grapefruit | Port Charlotte, Floride   | 1988  | Rays de Tampa Bay (depuis 2009)                                           | 26° 59′ 57″ N, 82° 10′ 54″ O  |
| Maryvale Baseball Park (en)        | 7 000    | Cactus     | Phoenix, Arizona          | 1998  | Brewers de Milwaukee (depuis 1998)                                        | 33° 29′ 32″ N, 112° 10′ 23″ O |
| Roger Dean Stadium                 | 6 871    | Grapefruit | Jupiter, Floride          | 1998  | Marlins de Miami (depuis 2003) Cardinals de Saint-Louis (depuis 1998)     | 26° 53′ 28″ N, 80° 06′ 59″ O  |
| Florida Auto Exchange Stadium (en) | 5 510    | Grapefruit | Dunedin, Floride          | 1990  | Blue Jays de Toronto (depuis 1990)                                        | 28° 00′ 13″ N, 82° 47′ 11″ O  |
| Osceola County Stadium (en)        | 5 300    | Grapefruit | Kissimmee, Floride        | 1984  | Astros de Houston (depuis 1985)                                           | 28° 17′ 54″ N, 81° 21′ 50″ O  |